# Sysav
Sysav, Sydskånes avfalls aktiebolag som bildades 1974[källa behövs], har drygt 300 medarbetare och omsätter cirka 1,3 miljarder kronor. Aktiebolaget ägs av 14 sydskånska kommuner: Burlöv, Kävlinge, Lomma, Lund, Malmö, Simrishamn, Sjöbo, Skurup, Staffanstorp, Svedala, Tomelilla, Trelleborg, Vellinge och Ystad. Sysav har ett helägda dotterbolag, Sysav Industri AB. I Sysavkoncernen ingår även intressebolaget ÅGAB Syd AB för återvinning av grus, asfalt och betong. Sysav har även två samarbetspartners, Malmö Återbyggdepå för återanvändning av begagnat byggmaterial i samarbete med Malmö Serviceförvaltning och Stiftelsen Spillepeng som har som uppgift att omvandla de landområden på Spillepengen i Malmö, som bildats i samband med tidigare deponering till ett område för andra aktiviteter – bland annat fritidsområdet Spillepeng.
Sysav tar hand om och återvinner avfall från hushållen i södra Skåne. Dotterbolaget Sysav Industri AB hanterar industri- och verksamhetsavfall, samt hushållsavfall från andra än ägarkommunerna. Cirka 700 000 ton avfall tas emot, varav 97 procent återvinns och resten deponeras. Av det som återvinns utgörs cirka 40 procent av materialåtervinning och cirka 60 procent av energiåtervinning. Sysav arbetar också för att förebygga mängden avfall på olika sätt.

## Energiåtervinning
Företagets avfallskraftvärmeverk är en av världens mest avancerade anläggningar för förbränning av avfall med energiproduktion och ligger i kvarteret Sjölunda i Malmö som fått namnet från villan Sjölunda.[källa behövs]. Verket har fyra pannor. 2023 levererade Sysav 1 440 GWh fjärrvärme, vilket är merparten i Malmö kommun och Burlövs kommun, samt 170 GWh el.

## Materialåtervinning
Material som återvinns är exempelvis möbler, metaller, textil och plast. Matavfall bearbetas till en tjockflytande vätska som sedan används för att göra biogas och biogödsel. Trädgårdsavfall komposteras. Från avfallsförbränningsanläggningen återvinns metaller samt slaggrus. Trasiga textilier sorteras i en textilsorteringsanläggning för att lättare kunna användas till att producera nya material. 